# Loft (película de 2008)
Loft es una película de 2008 de Bélgica dirigida por Erik Van Looy, protagonizada por un elenco notable de actores. El guion fue escrito por Bart De Pauw.
Cinco amigos cercanos, todos casados, comparten un loft para satisfacer a sus amantes. Un día encuentran el cuerpo de una mujer joven en el loft. Dado que solo hay cinco llaves, los cinco hombres comienzan a sospechar entre sí del asesinato.

## Reparto
- Koen De Bouw como Chris Van Outryve.
- Filip Peeters como Vincent Stevens.
- Matthias Schoenaerts como Filip Willems.
- Bruno Vanden Broucke como Luc Seynaeve.
- Koen De Graeve como Marnix Laureys.
- Veerle Baetens como Ann Marai.
- Tine Reymer como Barbara Stevens.
- Marie Vinck como Sarah Delporte.
- Jan Decleir como Ludwig Tyberghein.

## Historia de producción
Partes de la película fueron grabadas en Ostende en enero de 2008. El edificio donde está situado el loft está Amberes, al lado del río Schelde. Un tráiler fue estrenado en mayo.

## Recepción
El 19 de febrero de 2009, Loft fue la película más exitosa de Bélgica en la taquilla con 1.082.480 visitantes, pasando el récord anterior de Koko Flanel.